# Tragwerk (Bauwesen)

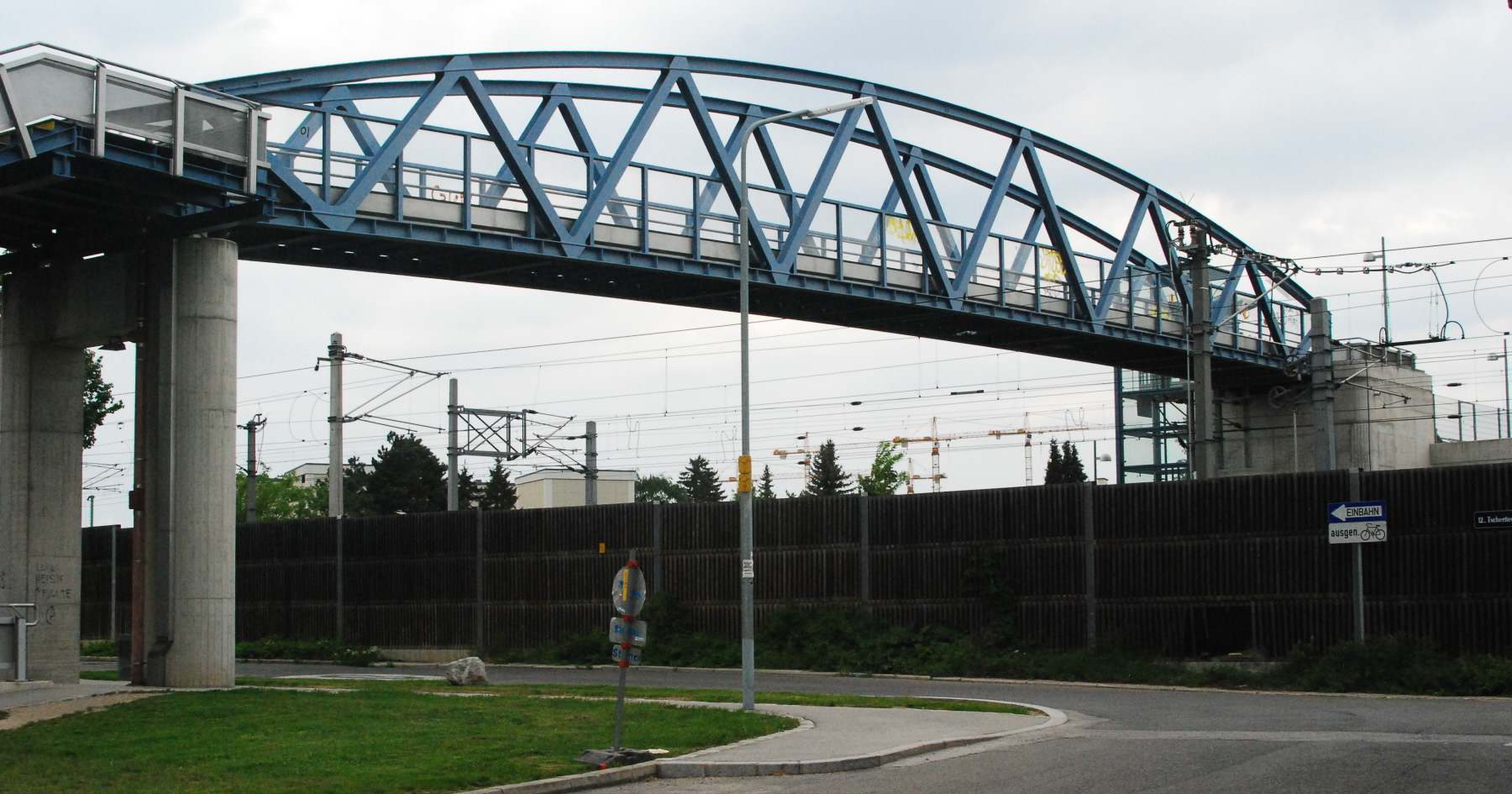
Fotografie des Tragwerks einer Stabbogenbrücke vom Nielsen-Typ: die Brücke „Eibesbrunnersteg“ in Wien. Sie ist eine Kombination aus ebenem Flächentragwerk plus räumlichem Stabwerk als dessen Überbau, wobei dieses Stabwerk nicht nur gerade Stäbe, sondern auch Bogenelemente integriert. Werkstofftechnisch ist sie eine Stahl/Stahlbeton-Konstruktion.

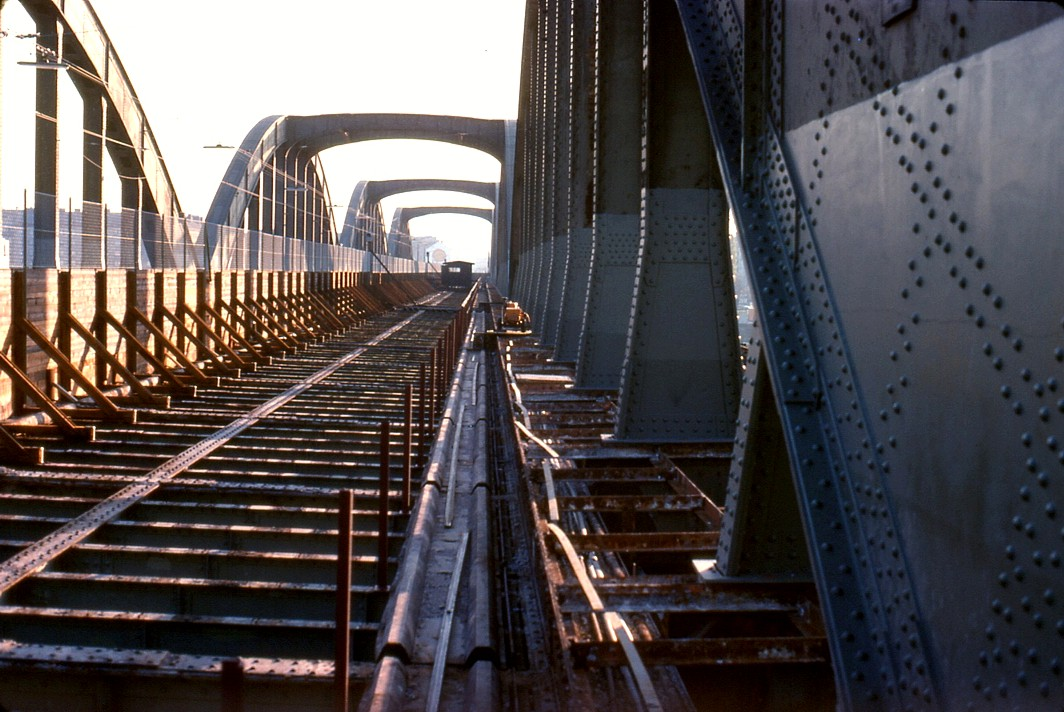
Ein direkter Blick auf das Tragwerk einer Stahlbau-Brückenkonstruktion: die „Floridsdorfer Brücke“ in Wien.

Tragwerk ist im Bauwesen eine Bezeichnung für das Gesamtsystem der ruhend beanspruchten Glieder, die maßgeblich für die Standsicherheit eines Bauwerks sind.
Das Tragwerk eines Gebäudes besteht in der Regel aus Decken, Balken, Stützen, Wänden, Bögen und der Gründung.

## Unterteilung
Die Baustatik kennt zwei große Gruppen von Tragwerken:
1. Stabtragwerke[1] oder Linientragwerke: Sammelbezeichnung für Tragwerke, die aus Konstruktionselementen bestehen, deren Längen im Verhältnis zu ihren übrigen Dimensionen sehr groß sind.
  - Stab hauptsächlich in Längsrichtung zur Achse belastet.
  - Balken hauptsächlich in Querrichtung zur Achse belastet.
  - Rahmen aus abgeknickten Stäben und / oder Balken bestehendes Tragwerk
  - Fachwerk aus verbundenen Stäben, die nur in Längsrichtung belastet werden.
2. Flächentragwerke: Sammelbezeichnung für Tragwerke, die aus Konstruktionselementen bestehen, deren Dicken im Verhältnis zu ihren übrigen Dimensionen sehr klein sind.[2]
  - Ebene Flächentragwerke sind Platten und Scheiben. Räumliche Flächentragwerke, die aus diesen zusammensetzt sind, heißen Faltwerke.
  - Gekrümmte Flächentragwerke sind Schalen, Seilnetze oder Membranen bzw. bestehen aus mehreren davon.

## Richtlinien
- DIN 1045 – Tragwerke aus Beton, Stahlbeton
- Eurocode-Serie[3]:
  - Eurocode 0 – EN 1990 – Grundlagen, Tragwerksplanung
  - Eurocode 1 – EN 1991 – Äußere Einwirkungen auf Tragwerke
  - Eurocode 2 – EN 1992 – Betonbau
  - Eurocode 3 – EN 1993 – Stahlbau
  - Eurocode 4 – EN 1994 – Verbundbau
  - Eurocode 5 – EN 1995 – Holzbau
  - Eurocode 6 – EN 1996 – Mauerwerksbau
  - Eurocode 7 – EN 1997 – Grundbau
  - Eurocode 8 – EN 1998 – Erdbeben
  - Eurocode 9 – EN 1999 – Aluminiumbau